# Jens Svendsen
Jens Svendsen (22. august 1910 i København – 28. september 2003) var en dansk bankdirektør.
Han var søn af gartner Oluf Svendsen (død 1946) og hustru Marie f. Jensen (død 1942), tog realeksamen 1927, var ansat i Folkebanken 1927-30, i Amagerbanken fra 1930, hvor han blev fuldmægtig 1948, prokurist 1956, kontorchef 1959, underdirektør 1961 og direktør 1967, hvilket han var frem til 1980.
Han var medlem af bestyrelsen for Vor Frelsers Sogns menighedspleje fra 1949 og medlem af menighedsrådet fra 1953, formand 1957-62 og fra 1965 samt medlem af bestyrelsen for Akts. til Opførelse af Boliger for Arbejderklassen fra 1973.